# Nakadžima J5N
Nakadžima J5N1 Tenrai (japonsky: 天雷, Tenrai; česky: Hrom) byl dvoumotorový jednomístný stíhací letoun, vyvinutý pro japonské císařské námořní letectvo na sklonku druhé světové války.
Japonské námořnictvo požadovalo jednomístný vysoce výkonný přepadový stíhač, podle specifikací 18-ši z roku 1944. Letoun projektovaly Kacudži Nakamua a Kazuo Óno. Hlavňová výzbroj byla složena ze čtyř pevných kanónů pod kabinou. Dva z nich byly vz. 5 ráže 30 mm s bubnovým zásobníkem na 42 nábojů, další dva byly vzoru 99, ráže 20 mm, s pásovým podáváním nábojů ze schránek. Tenrai poháněla dvojice dvouhvězdicových osmnáctiválců Nakadžima NK9H Homare 21 se čtyřlistými automatickými vrtulemi. Pohonné jednotky měly vzletový výkon 1463 kW a maximální v hladině 2000 m 1433 kW. Tyto motory byly zdrojem neustálých problémů, což velmi nepříznivě ovlivňovalo průběh zkoušek J5N1. 
Bylo vyrobeno celkem 6 kusů, z nichž dva poslední byly dvousedadlové. Letové testy byly zahájeny v červenci 1944, jelikož ale výkony letounu nebyly takové jak se očekávalo, k sériové výrobě nedošlo. Z celkového počtu vyrobených letounů jeden havaroval v důsledku špatné podélné stability, další dva byly zničeny během amerického bombardování.

## Specifikace

### Technické údaje
- Posádka: 1-2
- Rozpětí: 14 m
- Délka: 11,46 m
- Výška: 3,50 m
- Nosná plocha: 32 m²
- Plošné zatížení: 0,40 kW/kg
- Hmotnost prázdného letounu: 5195 kg
- Vzletová hmotnost: 7350 kg
- Pohonná jednotka: 2 × dvouhvězdicový vzduchem chlazený osmnáctiválec Nakadžima NK9H Homare 21
  - Výkon pohonné jednotky: 1990 hp (1 485 kW)

### Výkony
- Nejvyšší rychlost: 619 km/h
- Stoupavost: 900 m/min

### Výzbroj
- 2 × 20mm kanón typu 99
- 2 × 30mm kanón typu 5
- 1 × 250kg (550lb) puma